# Mahathala kiangana
Mahathala kiangana är en fjärilsart som beskrevs av Talbot 1942. Mahathala kiangana ingår i släktet Mahathala och familjen juvelvingar. Inga underarter finns listade i Catalogue of Life.